# غوران بنغتسون (منافس ألعاب قوى)
غوران بنغتسون (بالسويدية: Göran Bengtsson)‏ هو منافس ألعاب قوى سويدي، ولد في 25 نوفمبر 1949 في غوتنبرغ في السويد.

## وصلات خارجية
- غوران بنغتسون على موقع أوليمبيديا (الإنجليزية)
- غوران بنغتسون على موقع اللجنة الأولمبية السويدية (السويدية)